# Calymperes parasiticum
Calymperes parasiticum là một loài rêu trong họ Calymperaceae. Loài này được Sw. ex Brid. Hook. & Grev. mô tả khoa học đầu tiên năm 1824.